# 維申基 (鮑里斯皮爾區)
50°18′1″N 30°43′57″E / 50.30028°N 30.73250°E

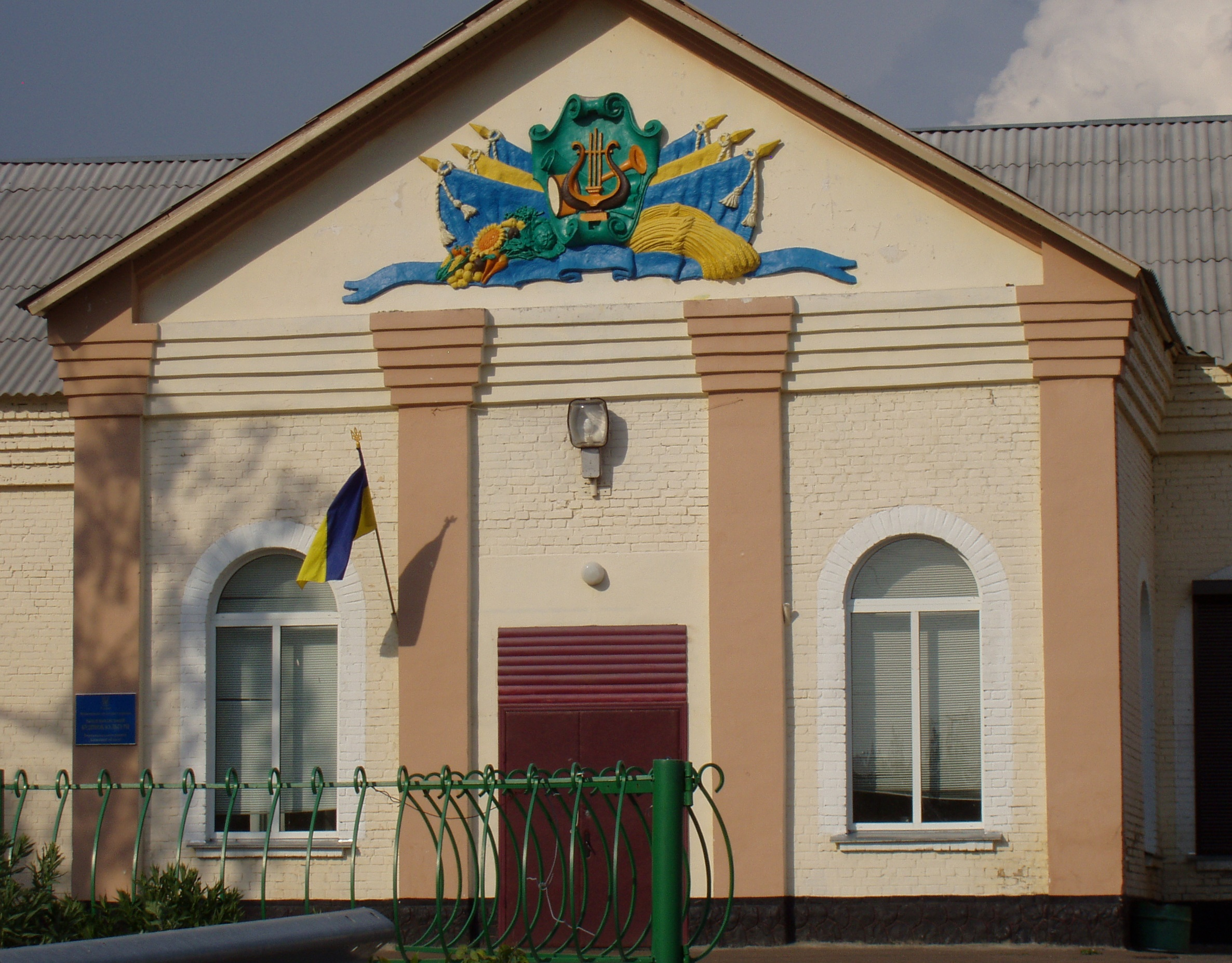

維申基（烏克蘭語：Вишеньки）是位於烏克蘭北部的村莊，由基辅州鲍里斯皮尔区的赫尼丁市鎮負責管轄。該村始建於1101年，面積8.84平方公里，海拔高度93米，2024年人口4,000，人口密度每平方公里339人。